# 公認内部監査人
公認内部監査人（こうにんないぶかんさにん, Certified Internal Auditor, CIA）は、組織体の内部監査についての知識・技能を証明することを目的とする、アメリカ合衆国発祥の国際資格である。

## 概要
アメリカに本部があるThe Institute of Internal Auditors（IIA、内部監査人協会）が主催・認定する国際資格であり、1974年11月に開始された。資格認定試験は、世界約190の国と地域で18の言語により実施されており、日本では、IIAの日本代表機関である日本内部監査協会（IIA-Japan）が1999年11月より日本語での試験を実施している。日本における合格者数は2020年末までの累計で約10,000人。

## 試験内容
テストセンターにおけるコンピュータベーステストで実施され、通年で出願・受験が可能である。試験科目は以下の3つのPartに分かれている（2014年5月現在）。
Part I　　内部監査の基礎
Part II　 内部監査の実務
Part III　内部監査に関連する知識

## 資格認定要件
全科目の試験に合格し、かつ以下の要件を3年以内に全て満たすことが必要である。
- 教育要件
4年制大学卒業ないし、3年以上在学の大学生・大学院生、大学・大学院の教員であること。短大卒等の場合は、実務経験の必要期間が長くなる。原則、受験時に学士号を有していることが条件であるが、卒業見込み等の場合でも受験可能である。その場合、試験合格後に卒業証明書を提出する必要がある。

- 実務経験
内部監査・監査役監査・外部監査、リスクマネジメント、コンプライアンス、内部統制にかかわる業務経験のいずれかが、4年制大学卒業の場合は2年以上必要である。

- 内部監査の専門家(上司、CIA資格者等)の推薦

## 継続的専門能力開発制度(CPE)
公認内部監査人は、内部監査人としての知識や技能を維持かつ最新のものにし、内部監査の基準・手続・技法に関連する諸問題を常に把握し、その能力を向上・発展させる責務がある。このため、資格維持に当たっては、研修など既定のポイント以上の活動を行う必要がある。

## その他
IIAの認定国際資格には、公認内部監査人のほか、内部統制評価指導士(CCSA:Certification in Control Self-Assessment)、公認金融監査人(CFSA:Certified Financial Services Auditor)、公認公的部門監査人(CGAP:Certified Government Auditing Professional)、公認リスク管理監査人(CRMA:Certification in Risk Management Assurance)、Qualification in Internal Audit Leadership(QIAL)がある。このうち、CCSAはCRMAに統合され、CFSA及びCGAPは修了検定制度に移行することがIIA国際本部において決定されたが、修了検定制度の詳細は2021年現在では発表されていない。
また、日本内部監査協会の国内資格には、内部監査士、金融内部監査士、情報システム監査専門内部監査士がある。